# John Canton
John Canton (n. 31 iulie/11 august 1718, Stroud, Anglia, Regatul Marii Britanii – d. 22 martie 1772, Londra, Regatul Marii Britanii) a fost un fizician englez.
Contribuțiile sale cele mai valoroase au avut ca obiect de studiu magneții artificiali și compresibilitatea lichidelor.
Pentru activitatea sa, în 1751 i se decernează Medalia Copley.